# Bombardón

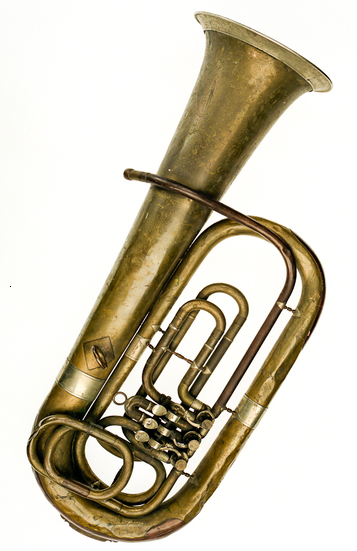
Un bombardón

El bombardón es un instrumento de metal muy grave con tres cilindros y sin llaves, cuyo timbre defiere algún tanto del figle, aunque es de la misma familia. 
Los hay de tres maneras; a saber:
- bombardon en Mi ♭ que responde a una octava baja, del mismo modo que el contrabajo de la orquesta
- bombardon en Si ♭
- bombardon en La ♭

Tienen todos unas tres octavas de extensión, si bien es necesario contar con alguna habilidad en los que los tocan a fin de evitar la emisión de algunos sonidos falsos o inciertos. 
Extensión del bombardón en Si ♭: desde el n.º 17 hasta el 52 
Extensión del bombardón en Mi ♭: desde el 22 hasta el 40. 
Los artistas hábiles los hacen descender dos o tres puntos más bajo.